# Кі-но Цураюкі
Кі-но Цураюкі (яп. 紀貫之, きのつらゆき; 866 (872) — 945) — японський аристократ, поет і літературознавець періоду Хей'ан. Один з «36 видатних поетів Японії».

## Короткі відомості
За життя займав різні чиновницькі посади у столиці та регіонах: був наглядачем і писарем Імператорської бібліотеки, провінціалом провінції Тоса, тимчасовим головою Теслярського відомства Імпреторського палацу. Проте ніколи не обіймав посади, яка б відповідала б його здібностям. Вважався найкращим поетом Японії свого часу.
Разом із Кі но Томонорі, Осікоті но Міцуне та Мібу но Тадаміне упорядкував «Збірку старих і нових японських пісень». Склав вступ до цієї збірки, який написав японською абеткою каною. Ця передмова вважається першою критичною статтею вака.
Автор «Щоденника з Тоси», «Збірки новообраних пісень», «Збірки Цураюкі» тощо.

### Вірші
Гірською вишнею

В тумані промайнула -

І роздивитись до ладу не зміг,

Та закохався

Майже до нестями!

Кі-но Цураюкі (905) «Кокін вака-сю», XI (пісні кохання), 479